# Сражение при Маунт-Холли
Сражение при Маунт-Холли (англ. Battle of Mount Holly), оно же Сражение при Айронуоркс — серия перестрелок 22 и 23 декабря 1776 года около городка Маунт-Холли в Нью-Джерси, в ходе которых вирджинские ополченцы нападали на посты британской армии, занятые в основном гессенскими военными под командованием Карла фон Донопа. Гессенцам удалось отогнать противника и потери с обеих сторон были незначительны, но столкновение имело важные стратегические последствия: отвлекшись на ополченцев у Маунт-Холли, гессенцы Донопа не смогли прийти на помощь отряду полковника Ролла 26 декабря, когда генерал Вашингтон перешёл Делавэр и разбил отряд Ролла в сражении при Трентоне.